# 辛西亚纳 (印第安纳州)
辛西亚纳（英語：Cynthiana）是一個位於美國印第安納州波西縣的城鎮。

## 人口
根據2010年美國人口普查的數據，辛西亚纳的面積為1.03平方千米，當中陸地面積為1.03平方千米，而水域面積為0.00平方千米。當地共有人口545人，而人口密度為每平方千米529人。